# Vincenzo Scifo
Vincenzo Scifo, sovint conegut com a Enzo Scifo, (La Louvière, 19 de febrer de 1966) és un exfutbolista professional belga que jugava de centrecampista.

## Trajectòria
Descendent d'italians de Sicília, Scifo començà a jugar al RAA Louviéroise, però aviat fitxà pel RSC Anderlecht, amb qui debutà el 1983. Fitxà per l'Inter de Milà el 1987 però no assolí gran èxit i la següent temporada signà pel Girondins de Bordeus i el 1989 per l'Auxerre. La seva trajectòria continuà a Itàlia al Torino, de nou a França al Mònaco acabant al seu primer club professional, l'Anderlecht, retirant-se el 2001.
Amb la selecció belga jugà entre 1984 i 1998, participant a quatre Mundials: 1986, 1990, 1994, i 1998, jugant 16 partits. En total jugà 84 cops amb Bèlgica, on marcà 18 gols.
Després de retirar-se començà com a entrenador al R. Charleroi SC. Des del 2007 dirigeix el RE Mouscron.